# Scorpaenopsis cacopsis
Scorpaenopsis cacopsis és una espècie de peix pertanyent a la família dels escorpènids.

## Descripció
- Fa 51 cm de llargària màxima i 3,450 g de pes.[5][6][7]

## Alimentació
Es nodreix de peixets (com ara, Aulostomus chinensis)

## Hàbitat
És un peix marí, associat als esculls de corall i de clima tropical (30°N-30°S) que viu entre 4-60 m de fondària.

## Distribució geogràfica
Es troba al Pacífic oriental central: illes Hawaii.

## Costums
És bentònic.

## Observacions
És inofensiu per als humans.